# Club Cerro Corá
El Club Cerro Corá fue un club de fútbol paraguayo, fundado el 1 de marzo de 1925 en el Barrio Mbocayaty de la ciudad de Asunción, con sede en la zona de Campo Grande. Disputaba el clásico de Campo Grande con el Club Independiente. Debió competir en la Primera División C (Cuarta División y última categoría del fútbol paraguayo) en la temporada 2018, pero no fue admitido y quedó desafiliado, por ende, sin competencia, al igual que en el 2019. A mediados del año 2021 fue dado de baja de los registros de la Asociación Paraguaya de Fútbol (APF).

## Historia

### Fundación y origen del club
Fue fundado el 1 de marzo de 1925 por José Marcía; este también fue el primer presidente del club. Su nombre se debe a un conjunto de cerros cercanos a la ciudad de Pedro Juan Caballero. En ese paraje concluyó la Guerra de la Triple Alianza (1864-1870), donde Paraguay se enfrentó a poderosos aliados como lo eran Brasil, Argentina y Uruguay; también en ese lugar falleció el mariscal Francisco Solano López exclamando: "Muero por mi patría y mi bandera". En este conflicto perdieron la vida más del 50% de la población paraguaya; solo quedaron 300 000 pobladores, en su mayoría mujeres.

### La llegada a Primera División
Obtuvo el título de la  Segunda División en el año 1990, tras lo cual compitió por primera vez en la Primera División en la temporada 1991. Tras un buen campeonato en 1993 consiguió su clasificación a la Copa Conmebol 1994, en donde tuvo una destacada actuación. Se mantuvo en esa categoría por cinco años, gracias a una buena infraestructura y al gran apoyo de sus socios adinerados, hasta que volvió a descender en la temporada 1995.
Logró de nuevo el título de la Segunda División en 1996 y el rápido retorno a la Primera División para la temporada 1997, es esa temporada logró de nuevo clasificar a la Copa Conmebol 1998. De nuevo se mantuvo en Primera División por cinco años.

### Caída libre y recuperación
En la temporada 2001 descendió a la segunda división y en el 2004 volvió a perder la categoría, descendiendo a la tercera división. Continuando con malos resultados, en la temporada 2006 volvió a descender, esta vez a la cuarta división, última categoría del fútbol paraguayo.
El 12 de octubre del 2008 ascendió de nuevo a la tercera división como subcampeón detrás del Club Cristóbal Colón. Un año después, el 5 de septiembre del 2009, Cerro Corá tenía la imperiosa necesidad de ganar para así lograr el ascenso a la División Intermedia y lo logró venciendo por 2 a 1 al Club Atlético Tembetary que fue relegado a la Primera "C", el jugador Eumelio Ramón Palacios más conocido como "Patoruzú" de gran experiencia jugando más de tres décadas en el fútbol paraguayo marcó los goles que llegaron al inicio y al final del partido poniendo así cifras definitivas al marcador para lograr así el ansiado ascenso. Se destacaron en esa campaña los dirigentes Dr. Fernando Chávez, Dr. Raúl Fernández y Jaime Caballero (todos miembros del Departamento de Fútbol). Sin embargo, en la temporada 2010 fue gerenciado por un empresario deportivo y volvió a descender a la tercera división al finalizar en la última ubicación. Se ha mantenido en esa categoría desde la temporada 2011.

### Crisis institucional y desaparición.
Desde el año 2015 el club pasa por una crisis financiera, en parte por deudas de la propia A.P.F. y demandas de exdirigentes del club. Ante esto, el predio y el campo de deportes del club estaba en peligro constante de ir a remate, hecho que finalmente ocurrió y en abril de 2017 estos pasaron a manos privadas. En octubre de ese año, el club termina último en la Primera B Metropolitana con uno de los peores rendimientos de la historia del torneo con solo 9 puntos en 34 partidos, descendiendo a la última categoría del fútbol paraguayo.
En la temporada 2018 el club inmerso en su crisis dirigencial no fue admitido por la Asociación Paraguaya de Fútbol en el campeonato de la Primera División C (Cuarta Categoría). En la temporada 2019 siguió sin ser admitido, y finalmente en 2021, desapareció.

## Datos del club
- Temporadas en 1.ª: 10

(1991, 1992, 1993, 1994, 1995, 1997, 1998, 1999, 2000, 2001)
- Temporadas en 2.ª: 10 o +

(1990, 1996, 2002, 2003, 2004, 2010).
- Temporadas en 3.ª: 13 o +

(1956, 1968, 1976, 2005, 2006, 2009, 2011, 2012, 2013, 2014, 2015, 2016, 2017).
- Temporadas en 4.ª: 2

(2007, 2008).

### Participaciones internacionales
| Torneo            | Ediciones  |
| ----------------- | ---------- |
| Copa Conmebol (2) | 1994, 1998 |

## Palmarés

### Torneos Nacionales
- Primera División (0):
  - Subcampeón (2): Clausura 1997,  Clausura 1999.
- Segunda División (2):1990 y 1996.
- Tercera División (3):1956, 1968 y 1976.
  - Subcampeón (1): 2009.
- Cuarta División (0):
  - Subcampeón (1): 2008.

### Otros torneos nacionales
- Torneo República (1): 1993